# ديفيد بيمر
ديفيد بيمر (بالإنجليزية: David Paymer)‏ مواليد 30 أغسطس 1954 في نيويورك، الولايات المتحدة، هو ممثل ومخرج أمريكي بدأ مسيرته الفنية عام 1979. درس في جامعة ميشيغان.

## الأعمال
- لا مفر
- نو هولدز باريد
- معاطف المدينة
- كويز شو
- أميستاد
- باي باك
- الإعصار
- أليكس وإيما
- أوشن 13
- إسحبني إلى الجحيم

## وصلات خارجية
- ديفيد بيمر على موقع IMDb (الإنجليزية)
- ديفيد بيمر على موقع روتن توميتوز (الإنجليزية)
- ديفيد بيمر على موقع ألو سيني (الفرنسية)
- ديفيد بيمر على موقع ميوزك برينز (الإنجليزية)
- ديفيد بيمر على موقع أول موفي (الإنجليزية)
- ديفيد بيمر على موقع قاعدة بيانات برودواي على الإنترنت (الإنجليزية)
- ديفيد بيمر على موقع قاعدة بيانات الأفلام السويدية (السويدية)
- ديفيد بيمر على موقع إن إن دي بي (الإنجليزية)
- ديفيد بيمر على موقع قاعدة بيانات الفيلم (الإنجليزية)
- ديفيد بيمر على موقع كينوبويسك (الروسية)